# Vágó Antal
Vágó Antal (Tóni), született Weisz (Pásztó, 1891. augusztus 9. – Budapest, 1944.) válogatott labdarúgó, fedezet. Nyolcszoros magyar bajnok. Az 1912-es stockholmi olimpián a csapat tagja volt. A labdarúgó Vágó Zoltán bátyja.
Egy forrás szerint 1944 utolsó napjaiban a Dunába lőtték a nyilasok.

## Pályafutása

### A válogatottban
1908 és 1917 között 17 alkalommal szerepelt a válogatottban. Az 1912-es stockholmi olimpián részt vevő válogatott tagja.

## Sikerei, díjai
- Olimpiai játékok
  - 5.: 1912, Stockholm
- Magyar bajnokság
  - bajnok.: 1913–14, 1916–17, 1917–18, 1918–19, 1919–20, 1920–21, 1921–22, 1922–23

## Statisztika

### Mérkőzései a válogatottban
| Magyarország | Magyarország      | Magyarország                      | Magyarország   | Magyarország | Magyarország | Magyarország         | Magyarország | Magyarország |
| #            | Dátum             | Helyszín                          | Hazai          | Eredmény     | Vendég       | Kiírás               | Gólok        | Esemény      |
| ------------ | ----------------- | --------------------------------- | -------------- | ------------ | ------------ | -------------------- | ------------ | ------------ |
| 1.           | 1908. november 1. | Budapest, Millenáris-pálya        | Magyarország   | 5 – 3        | Ausztria     | barátságos           | -            |              |
| 2.           | 1909. május 2.    | Bécs, Cricketer-pálya             | Ausztria       | 3 – 4        | Magyarország | barátságos           | -            |              |
| 3.           | 1909. május 30.   | Budapest, Millenáris-pálya        | Magyarország   | 1 – 1        | Ausztria     | barátságos           | -            |              |
| 4.           | 1909. május 31.   | Budapest, Millenáris-pálya        | Magyarország   | 2 – 8        | Anglia       | barátságos           | -            |              |
| 5.           | 1912. május 5.    | Bécs, Hohe Warte                  | Ausztria       | 1 – 1        | Magyarország | Wagner-serleg        | -            |              |
| 6.           | 1912. június 20.  | Göteborg, Valhalla                | Svédország     | 2 – 2        | Magyarország | barátságos           | -            |              |
| 7.           | 1912. június 30.  | Stockholm, Olimpiai Stadion (SWE) | Nagy-Britannia | 7 – 0        | Magyarország | olimpiai negyeddöntő | -            |              |
| 8.           | 1912. július 3.   | Stockholm, Råsunda (SWE)          | Magyarország   | 3 – 1        | Németország  | olimpiai vigaszág    | -            |              |
| 9.           | 1912. július 5.   | Stockholm, Råsunda (SWE)          | Magyarország   | 3 – 0        | Ausztria     | olimpiai 5. helyért  | -            |              |
| 10.          | 1912. július 12.  | Moszkva, SZKSZ-stadion            | Oroszország    | 0 – 9        | Magyarország | barátságos           | -            |              |
| 11.          | 1913. október 26. | Budapest, Hungária körúti pálya   | Magyarország   | 4 – 3        | Ausztria     | Wagner-serleg        | -            |              |
| 12.          | 1916. október 1.  | Budapest, Üllői úti pálya         | Magyarország   | 2 – 3        | Ausztria     | barátságos           | -            |              |
| 13.          | 1916. november 5. | Bécs, WAC-Platz                   | Ausztria       | 3 – 3        | Magyarország | barátságos           | -            |              |
| 14.          | 1917. május 6.    | Bécs, WAC-Platz                   | Ausztria       | 1 – 1        | Magyarország | barátságos           | -            |              |
| 15.          | 1917. július 15.  | Bécs, WAC-Platz                   | Ausztria       | 1 – 4        | Magyarország | barátságos           | -            |              |
| 16.          | 1917. október 7.  | Budapest, Üllői úti pálya         | Magyarország   | 2 – 1        | Ausztria     | barátságos           | -            |              |
| 17.          | 1917. november 4. | Bécs, WAC-Platz                   | Ausztria       | 1 – 2        | Magyarország | barátságos           | -            |              |
|              | Összesen          |                                   |                | 17           | mérkőzés     |                      | 0            | gól          |